# Choeradodis
Choeradodis es un género de insectos mantodeos de la familia Mantidae. Es originario de Centroamérica.

## Especies
Comprende las siguientes especies:
- Choeradodis columbica
- Choeradodis rhombicollis
- Choeradodis rhomboidea
- Choeradodis stalii
- Choeradodis strumaria